# Inxuba Yethemba
Inxuba Yethemba est une municipalité locale située dans le district de Chris Hani, dans la province du Cap oriental, en Afrique du Sud. En 2011, sa population est de 65 560 habitants.

## Source
- (en) Cet article est partiellement ou en totalité issu de l’article de Wikipédia en anglais intitulé « Inxuba Yethemba Local Municipality » (voir la liste des auteurs).